# Šamac
Šamac (kyrillisch Шамац), früher Bosanski Šamac (kyrillisch Босански Шамац) ist eine Stadt und gleichnamige Gemeinde in der Posavina-Ebene im Norden von Bosnien und Herzegowina. Seit dem Bosnienkrieg gehört sie zur Republika Srpska.

## Geographie
Die Stadt liegt an der Mündung der Bosna in die Save auf etwa 82 Meter Höhe. Das Gemeindegebiet erstreckt sich über 184 Quadratkilometer, von denen der größte Teil landwirtschaftlich genutzt wird.

## Geschichte
Šamac wird zum ersten Mal im Jahre 1725 unter dem Namen „Lukacev Sanac“ erwähnt. Nach der Vertreibung der muslimischen Bevölkerung aus Serbien im Jahre 1862 wurden die Städte im Norden Bosniens entlang der Save Zufluchtsorte für die Vertriebenen. Šamac bekam in dieser Zeit den Beinamen „Gornja Azizija“ nach dem damaligen Sultan Aziz. In der Zeit entstanden die Grundlagen einer modernen Stadt. Der Entwurf stammte von Salih Efendija Muvekit und wurde von einem französischen Architekten umgesetzt.
Die Fläche der Verbandsgemeinde Šamac war vor dem Bosnienkrieg größer. Ein Teil gehört heute zur Gemeinde Odžak, ein anderer zur nach dem Dayton-Vertrag gegründeten Gemeinde Domaljevac-Šamac. Vor dem Krieg zählte der Bezirk 32.835 Einwohner. In der eigentlichen Stadt Šamac war keine Bevölkerungsgruppe in der absoluten Mehrheit. Nach dem Krieg verringerte sich die Einwohnerzahl auf ungefähr 26.000. Die Bevölkerungsstruktur in Šamac wurde durch Vertreibungen ab 1992 gewaltsam geändert. Die Gemeinde Šamac nahm ungefähr 7.000 vertriebene bosnische Serben auf. Die Rückkehr der vertriebenen Bosniaken und Kroaten ist bis heute nur schleppend vorangegangen.
Bosanski Šamac wurde während des Krieges von den Behörden der Republika Srpska als „Srpski Šamac“ bezeichnet, während verschiedene Medien bis heute den alten Stadtnamen Bosanski Šamac verwenden. Seit 2005 heißt die Stadt offiziell nur noch Šamac.

## Bevölkerung
Zum Zeitpunkt der Volkszählung 1991 hatte die alte Gemeinde Bosanski Šamac 32.835 Einwohner, von denen sich 14.731 (44,69 %) als Kroaten, 13.628 (41,34 %) als Serben, 2.233 (6,77 %) als Bosniaken und 1.755 (5,32 %) als Jugoslawen bezeichneten.
In der Stadt selbst mit insgesamt 6.239 Einwohnern war die Verteilung historisch bedingt anders: 2.178 (34,91 %) Bosniaken, 1.755 (28,13 %) Serben, 1.195 (19,15 %) Jugoslawen, 827 (13,26 %) Kroaten.
Die Einwohnerzahl und die Bevölkerungsstruktur haben sich kriegsbedingt stark verändert. 2011 wurde von 5.500 Einwohnern in der Kernstadt und 19.000 in der (verkleinerten) Gemeinde ausgegangen. Die Volkszählung von 2013 bestätigte die Einwohnerzahl für die Gesamtgemeinde.

### Orte
Zur Gemeinde Šamac gehören die Orte Batkuša, Brvnik, Crkvina, Donja Slatina, Gajevi, Grebnice, Gornja Slatina, Hasić, Kornica, Kruškovo Polje (mit Lazarkirche), Novo Selo, Obudovac, Pisari, Srednja Slatina, Škarić, Tišina und Zasavica.

## Persönlichkeiten
- Alija Izetbegović (1925–2003), erster Präsident von Bosnien und Herzegowina und Vorsitzender im bosnisch-herzegowinischen Staatspräsidium
- Sulejman Tihić (1951–2014), Vorsitzender im bosnisch-herzegowinischen Staatspräsidium
- Zoran Đinđić (1952–2003), Ministerpräsident Serbiens
- Predrag Nikolić (* 1960), Schachgroßmeister

## Sehenswürdigkeiten
- Kirche Hl. Großmärtyrer Dimitri, Serbisch-orthodoxe Stadtpfarrkirche (1925–1934)
- Kapelle Hl. Großmärtyrer Zar Lazar und alle serbischen Neumärtyrer, Serbische-orthodoxe Friedhofskapelle (1993–1994)